# إيفان شكسبير
إيفان شكسبير (بالإنجليزية: Ivan Shakespeare)‏ هو كاتب بريطاني، ولد في 19 يوليو 1952، وتوفي في 3 فبراير 2000.